# Słoń leśny
Słoń leśny (Loxodonta cyclotis) – gatunek ssaka z rodziny słoniowatych (Elephantidae), mniejszy z dwóch gatunków słoni występujących w Afryce. Wcześniej był uznawany za podgatunek słonia afrykańskiego (Loxodonta africana), od którego różni się m.in. wielkością (samce rzadko mierzą powyżej 2,5 m w kłębie). Inne widoczne różnice między oboma gatunkami to zaokrąglone uszy oraz mniejsze, prostsze i skierowane lekko ku dołowi ciosy u słonia leśnego. Gatunek ten ma po 5 palców u przednich i po 4 u tylnych nóg, podczas gdy słonie afrykańskie mają odpowiednio po 4 i 3.
Przebywa zawsze w sąsiedztwie zbiorników wodnych, pije dziennie do 200 litrów wody. Tworzy matriarchalne grupy rodzinne, chociaż znacznie mniejsze niż słonie afrykańskie; samce prowadzą życie samotne.

## Taksonomia
Gatunek po raz pierwszy zgodnie z zasadami nazewnictwa binominalnego opisał w 1900 roku niemiecki zoolog Paul Matschie nadając mu nazwę Elephas cyclotis. Miejsce typowe to Jaunde, południowy Kamerun. Według oryginalnego opisu holotypem był samiec sprowadzony do Ogrodu Zoologicznego w Berlinie przez por. Dominicka. 

### Status jako gatunku
Nie wszyscy uczeni zgadzają się, że słonie leśne powinny być klasyfikowane jako oddzielny gatunek, częściowo dlatego, że ich rozróżnienie nie spełnia koncepcji gatunku biologicznego (hybrydy ze słoniem afrykańskim są płodne). Na ich odrębność od większych kuzynów z buszu i sawann wskazują jednak badania genetyczne. Badania te pierwotnie prowadzono w celu wskazania źródeł pochodzenia kości słoniowej w nielegalnym obrocie.
Badania DNA mitochondrialnego słoniowatych przeprowadzone przez Rohland i współpracowników zasugerowały, że Loxodonta cyclotis oddzielił się od L. africana około 6,6–8,6 mln lat temu, jednak mtDNA reprezentuje tylko jedno locus genomu, dlatego nie zawsze daje ono prawdziwy obraz filogenezy. Hipotezę tę wsparła jednak analiza 375 loci DNA jądrowego. Sugeruje ona, że dwa gatunki słoni afrykańskich oddzieliły się od siebie mniej więcej w tym samym czasie, co słoń indyjski i mamut włochaty – klasyfikowane w odrębnych rodzajach – co potwierdza zasadność klasyfikowania L. cyclotis i L. africana jako osobnych gatunków. 
Obecnie (2023) nie wyodrębnia się żadnych podgatunków, chociaż ostatnie prace oparte na danych genetycznych sugerują, że rozróżnienie między zachodnio- i środkowoafrykańskimi populacjami słoni leśnych zasługuje na rozważenie wyodrębnienia na poziomie podgatunku lub nawet gatunku. Słonie zachodnioafrykańskie zamieszkujące ekosystemy leśne są zazwyczaj traktowane jako należące do L. africana. Zróżnicowanie na podstawie cech morfologicznych między populacjami L. cyclotis jak dotychczas nie jest dobrze opisane; tam, gdzie to zrobiono, zróżnicowanie wydaje się być związane ze stopniem wymieszania z L. africana.

### Etymologia
- Loxodonta: gr. λοξος loxos ‘krzywy, ukośny’; οδους odous, οδοντος odontos ‘ząb’[16].
- cyclotis: gr. κυκλος kuklos ‘okrąg’[17]; -ωτις ōtis ‘-uchy’, od ους ous, ωτος ōtos ‘ucho’[18].

## Morfologia
Długość ciała (włącznie z trąbą i bez ogona) 600–750 cm, długość ogona 100–150 cm, wysokość w kłębie samic 160–240 cm, samców – mm, długość tylnej stopy samic 160–286 cm; masa ciała 2700–6000 kg.

### Rozmnażanie
- Dojrzałość płciowa w wieku: 14-15 lat?
- Okres godowy: cały rok
- Długość ciąży: około 22 miesięcy
- Liczba młodych: 1

## Wykorzystanie militarne
W czasach historycznych prawdopodobnie ten gatunek słonia był wykorzystywany przez starożytne afrykańskie cywilizacje do celów wojskowych. Służyły w szeregach takich państw jak Kartagina, Numidia, Egipt. Były to słonie mniejsze niż ich kuzyni z sawann, ale łatwiejsze do wyszkolenia i oswojenia.

## Status zagrożenia
Uznanie słoni leśnych za odrębny gatunek sprawiło, że automatycznie znalazł się on na liście gatunków zagrożonych jako krytycznie zagrożony wyginięciem (CR – ang. critically endangered ‘krytycznie zagrożony’). Kłusownictwo jest dla tych zwierząt wielkim zagrożeniem, zwłaszcza że duża część areału ich występowania przypada na kraje niestabilne politycznie (jak Demokratyczna Republika Konga), w których ograniczenie procederu jest praktycznie niemożliwe.